# Kónin
Kónin (japonsky 光仁天皇, Kónin-tennó) (18. listopadu 708 – 11. ledna 782) byl čtyřicátý devátý císař Japonska v souladu s tradičním pořadím posloupnosti. Vládl od roku 770 do své abdikace v roce 781.

## Životopis
Kóninovo rodné jméno bylo Širakabe (白壁). Jako synovi císařského prince Šikiho a vnukovi císaře Tendžiho mu příslušel formální titul princ Širakabe. Původně nepatřil do nástupnické linie, protože trůn držel císař Temmu a jeho rodová linie.
Oženil se s císařskou princeznou Ikami, dcerou císaře Šómua, s níž měl dceru a syna. Po smrti své švagrové císařovny Šótoku (v prvním období její vlády známé jako Kóken) byl jmenován jejím dědicem. Vysocí dvorní úředníci totiž prohlásili, že císařovna zanechala dopis se závětí, v níž ho označila za svého následníka. Do té doby byl princ Širakabe považován za vznešeného muže bez politických ambicí.
Císař Kónin je tradičně uctíván ve své hrobce. Úřad pro záležitosti japonského císařského dvora stanovil Císařské mauzoleum Tahara no Higaši no Misasagi ve městě Nara za místo Kóninova mauzolea.

### Události za Kóninova života
Dne 8. září 769 zemřela v 5. roce svého druhého vládního období císařovna Šótoku. Zanechala prý úředníkům dopis, v němž označila svého staršího rádce prince Širakabeho za korunního prince a svého dědice.
Rok po smrti císařovny Šótoku, 23. října 770, nastoupil princ Širakabe na Chryzantémový trůn jako císař Kónin. Bylo mu tehdy 62 let.
V roce 781 se císař Kónin po 11 letech panování vzdal trůnu ve prospěch svého syna Jamabeho, který na Chryzantémový trůn nastoupil jako císař Kammu.
Počátkem roku 782 umírá bývalý císař ve věku 73 let.

## Boj o následnictví
Nedlouho po svém nástupu na trůn povýšil Kónin svoji manželku Ikami na císařovnu. Rok nato jmenoval jejich syna prince Osabeho korunním princem. Jako vnuk císaře Šómua z matčiny strany byl Osabe jedním z nemnoha potomků císaře Temmua, nicméně Temmuova rodová linie se nakonec na Chryzantémový trůn nedostala. Roku 772 byl Osabe zbaven hodnosti korunního prince a následníkem trůnu byl jmenován princ Jamabe, pozdější císař Kammu, jehož matkou byla Kóninova konkubína Niigasa Takano.
Podle historického textu Šoku Nihongi (続日本紀) z roku 797 došlo k této výměně následovně: Nejprve byla Ikami obviněna, že očarovala svého manžela, načež ji císař Kónin zbavil hodnosti císařovny. Dva měsíce nato byl své hodnosti korunního prince zbaven i Osabe. Následujícího roku byli oba obviněni, že pomocí kouzel usmrtili Kóninovu sestru princeznu Naniwu. Ikami a Osabe proto byli zbaveni svého postavení členů císařské rodiny a uvrženi do domácího vězení v domě v provincii Jamato. Dva roky nato oba ve stejný den, 29. května 775, zemřeli.
Nedlouho poté, co byl princ Osabe zbaven svého následnictví, byl korunním princem jmenován princ Jamabe. Jeho matka Niigasa Takano, rozená Niigasa Jamato, byla v 10. generaci potomkem krále Murjonga z Päkče (462–523). Jelikož její klan neměl v té době žádnou politickou moc, bylo nepravděpodobné, že by se Jamabe mohl stát následníkem trůnu, aniž byl této hodnosti zbaven princ Osabe, Kóninův nejurozenější mužský potomek, neboť jeho matkou byla císařská princezna a císařovna.
Dnešní historici se přiklánějí k názoru, že obvinění Ikami a Osabeho byly komplotem, jehož účelem bylo zbavit Osabeho následnictví, a že matka i syn byli poté úkladně zavražděni dvořanem Momokawou Fudžiwarou.
Roku 800 za vlády císaře Kammua bylo princezně Ikami, jež zemřela v roce 775, navráceno postavení Kóninovy císařské manželky. Na její počest bylo založeno několik svatyní a chrámů včetně šintoistické svatyně Kamigorjó (Kamimjó) v Kjótu.

## Rodina
Císař Kónin měl 5 žen, s nimiž zplodil 7 císařských synů a dcer.